# Yoshi’s Universal Gravitation
Yoshi’s Universal Gravitation ist ein Jump ’n’ Run, das von dem japanischen Entwicklerstudio Artoon entwickelt und von Nintendo für den Game Boy Advance veröffentlicht wurde. Es erschien 2004 in Japan und 2005 in Europa und in Nordamerika. In die Cartridge des Spiels ist ein Neigungssensor eingebaut. Durch Neigen des Handhelds wird auch die Spielwelt geneigt, was der Spielfigur Yoshi es unter anderem ermöglicht, Wände hochzulaufen. Das Spiel erhielt durchschnittliche Wertungen und besonders der Neigungssensor wurde kontrovers aufgenommen.

## Handlung
Die Handlung von Yoshi’s Universal Gravitation spielt auf Yoshis Eiland, der Heimat vom grünen Dinosaurier Yoshi. Eines Tages greift Bowser die Insel an und der Büchergeist Hongo sperrt ihn mit einem Zauber in ein Buch ein. Doch da er seine Macht nicht vollständig kontrollieren kann, wurden auch Yoshi und seine Insel in dem Buch eingesperrt. Im Buch trifft Yoshi auf einen jungen Geist. Dieser sagt ihm, dass Yoshi den sturren Hongo nur dazu überzeugen kann, seinen Zauber rückgängig zu machen, falls Yoshi Bowser findet und besiegt. Zur Hilfe verleiht der Geist Yoshi die Gabe, die Schwerkraft zu kontrollieren. Yoshi begibt sich auf eine Reise durch die Kapitel des Buches, findet weitere Geister und hilft ihnen. Im letzten Kapitel erreicht Yoshi schließlich Bowser und besiegt ihn. Hongo ist glücklich und befreit Yoshis Eiland aus dem Buch.

## Spielprinzip
Yoshi’s Universal Gravitation ist ein Jump ’n’ Run. Der Spieler steuert den Dinosaurier Yoshi. Das Spiel ist in sechs Welten, die Kapitel des Buches, eingeteilt, die aus 12 bis 32 Levels bestehen. Jede Welt wird von einem Geist bewacht, der bestimmte Vorgaben macht. So muss Yoshi in einer Welt in jedem Level versteckte Früchte finden, um die dort gefangenen Eierlinge zu befreien, und in einer anderen Welt besonders viele Münzen sammeln. Je nachdem, wie gut der Spieler sich schlägt, erhält er nach Abschluss eines Levels eine Bronze-, Silber- oder Goldmedaille.
Wie in den Yoshi-Spielen üblich kann Yoshi nicht nur rennen und springen, sondern auch durch Ausstrecken seiner Zunge Gegner besiegen und mit dem Flatterflug nach einem Sprung länger in der Luft bleiben. Neu in Yoshi’s Universal Gravitation ist die Mechanik, die Spielwelt zu neigen. Mithilfe eines Neigungssensors in der Cartridge des Spiels kann der Spieler die Spielwelt beeinflussen. Neigt der Spieler den Game Boy Advance etwa nach links, so neigt sich auch die Spielwelt nach links. Das ermöglicht unter anderem das Hochlaufen von Wänden. In einigen Levels verwandelt sich Yoshi in Bewegungsmittel wie ein Segelboot oder einen Flummi. Das Neigen hat hier Auswirkungen auf die Meereswellen oder Yoshis Flugbahn.

## Entwicklung und Veröffentlichung
Yoshi’s Universal Gravitation wurde von Artoon entwickelt und von Nintendo veröffentlicht. Für dieses Spiel wurde eine Cartridge mit einem Neigungssensor entwickelt, sodass der Spieler durch Neigen des Handhelds Yoshi steuern kann. Nachdem das Spiel in Japan am 9. Dezember 2004 erschienen war, wurde es in Europa am 22. April 2005 und in Nordamerika am 13. Juni 2005 veröffentlicht.

## Rezeption
Yoshi’s Universal Gravitation erhielt hauptsächlich durchschnittliche Wertungen. Auf dem Review-Aggregator Metacritic hält das Spiel – basierend auf 23 Bewertungen – einen Metascore von 60 von 100 möglichen Punkten. Die Website GameRankings aggregierte eine Wertung von 61,12 %.
Besonders die Neigungsmechanik wurde gemischt aufgenommen. So lobte Maniac die originellen Ideen, die dadurch ermöglicht werden. 4Players hoffte, dass Nintendo weitere Spiele mit einem Neigungssensor veröffentlichen werde. Hingegen meinte Nintendo World Report, dass das zuvor erschienene WarioWare: Twisted! den Neigungssensor besser umsetze, und IGN kritisierte Probleme beim Registrieren von Bewegungen.
Durchgehend kritisiert wurde die zu kurze Länge des Spiels.